# Faith/Void Split
Void/Faith Split is een splitalbum van de Amerikaanse hardcore punk bands Void en The Faith dat werd uitgegeven door Dischord Records in september 1982. Void is een van de eerste voorbeelden die hardcore punk en heavy metal vermengden en als bijzonder invloedrijk wordt beschouwd.

## Nummers
The Faith
1. It's Time
2. Face to Face
3. Trapped
4. In Control
5. Another Victim
6. What's Wrong with Me?
7. What You Think
8. Confusion
9. You're X'd
10. Nightmare
11. Don't Tell Me
12. In the Black

Void
1. Who Are You?
2. Time to Die
3. Condensed Flesh
4. Ignorant People
5. Change Places
6. Ask Them Why
7. Organized Sports
8. My Rules
9. Self Defense
10. War Hero
11. Think
12. Explode